# Cyril Andresen
Cyril Romain Andresen (ur. 23 listopada 1929 we Frederiksbergu, zm. 12 września 1977 w Gentofte) – duński żeglarz sportowy. Srebrny medalista olimpijski z Melbourne.
Zawody w 1956 były jego jedynymi igrzyskami olimpijskimi. Po medal sięgnął w klasie Dragon. Sternikiem był Ole Berntsen, załogę uzupełniał Christian von Bülow.